# Berwyn, Pennsylvania
Berwyn är en ort i Chester County i delstaten Pennsylvania, USA.